# Proud Mary
Proud Mary är en låt av det amerikanska bandet Creedence Clearwater Revival skriven av bandets sångare och gitarrist John Fogerty.
Låten var bandets första top tio-hit på Billboard Hot 100 och nådde andraplatsen. Låten är skriven på ångbåten "Mary Elizabeth" som ägs av familjen Grafton. Låten släpptes som singel med "Born on the Bayou" som B-sida den 15 januari 1969 och på albumet Bayou Country som släpptes den 5 januari 1969. Magasinet Rolling Stone listade Proud Mary på plats 156 i sin lista The 500 Greatest Songs of All Time.
Låten spelades senare 1969 in av soulsångaren Solomon Burke som fick en mindre hit med den. Ike & Tina Turner spelade in en version 1970, vilken gavs ut som singel i januari 1971 och blev en stor amerikansk och europeisk hit.

## Listplaceringar
| Lista (1969)   | Topplacering |
| -------------- | ------------ |
| Australien     | 6            |
| Frankrike      | 12           |
| Irland         | 13           |
| Kanada         | 2            |
| Nederländerna  | 8            |
| Norge          | 8            |
| Schweiz        | 4            |
| Storbritannien | 2            |
| Sverige        | 13           |
| USA            | 2            |
| Västtyskland   | 4            |
| Österrike      | 1            |

### Fotnoter
1. 1 2   Chronicle: The 20 Greatest Hits. Creedence Clearwater Revival. USA: Fantasy Records. 1991. FCD-CCR2-2.
2. ↑  Selvin, Joel (2008). Bayou Country [Expanded Reissue]. Creedence Clearwater Revival. USA: Concord Music Group. FAN-30877-02. Arkiverad från originalet. http://www.concordmusicgroup.com/assets/documents01/Artists/Creedence-Clearwater-Revival/FAN-30877-02/Bayou-Country-40th-Anniversary-Liner-Notes.pdf.
3. ↑  https://www.rollingstone.com/music/music-lists/500-greatest-songs-of-all-time-151127/creedence-clearwater-revival-proud-mary-61883/
4. ↑  https://www.billboard.com/music/solomon-burke/chart-history
5. ↑  ”Listplacering”. https://gosetcharts.com/1969/19690517.html. Läst 30 mars 2021.
6. ↑  ”Listplacering”. http://www.infodisc.fr/Tubes_Artistes_C.php. Läst 30 mars 2021.
7. ↑  ”Listplacering”. http://irishcharts.ie/search/placement?page=1&search_type=title&placement=Proud+Mary. Läst 30 mars 2021.
8. ↑  ”Listplacering”. http://www.collectionscanada.gc.ca/rpm/028020-119.01-e.php?&file_num=nlc008388.6060&type=2&interval=50&PHPSESSID=m89iq841abagb37ld9c0fdc1f3. Läst 13 maj 2011.
9. 1 2  ”Listplacering”. http://dutchcharts.nl/showitem.asp?interpret=Creedence+Clearwater+Revival&titel=Proud+Mary&cat=s. Läst 13 maj 2011.
10. ↑  ”Listplacering”. http://hitparade.ch/showitem.asp?interpret=Creedence+Clearwater+Revival&titel=Proud+Mary&cat=s. Läst 13 maj 2011.
11. ↑  ”Listplacering”. Arkiverad från originalet den 15 juni 2011. https://web.archive.org/web/20110615180959/http://www.theofficialcharts.com/archive-chart/_/1/1969-07-12. Läst 13 maj 2011.
12. ↑  Hallberg, Eric (1993). Kvällstoppen i P3 (1:a uppl.). ISBN 91-630-2140-4
13. ↑  ”Listplacering”. https://www.billboard.com/music/creedence-clearwater-revival/chart-history. Läst 13 maj 2011.
14. ↑  ”Listplacering”. Arkiverad från originalet den 28 november 2011. https://web.archive.org/web/20111128194614/http://musicline.de/de/chartverfolgung_summary/title/Creedence+Clearwater+Revival/Proud+Mary/single. Läst 13 maj 2011.
15. ↑  ”Listplacering”. http://austriancharts.at/showitem.asp?interpret=Creedence+Clearwater+Revival&titel=Proud+Mary&cat=s. Läst 13 maj 2011.